# Владимир Емелянов
Владимир Владимирович Емелянов (роден на 30 април 1969 г., Ленинград, СССР) е руски ориенталист – шумеролог, литературен учен, преводач и поет. Кандидат на историческите науки, доктор на философията, професор.

## Биография
През 1992 г. завършва Ориенталския факултет на Санктпетербургския държавен университет.
През 1997 г. получава докторска степен по история (ръководител: Игор Дяконов).
През 2005 г. защитава докторска дисертация по религиозни изследвания на тема „Календарен ритуал в шумерската религия и култура (категория ME и пролетни празници)“ (научен консултант – доктор на историческите науки Владимир  Якобсон).
Професор от 2010 г.
Преподавател в историческия, философския (от 1997 г.), ориенталския (от 2008 г.) и филологическия (от 2021 г.) факултет на Санктпетербургския държавен университет.

## Дейност
Автор на повече от 130 научни публикации. Основни трудове по историята на шумерската култура (календарни празници и ритуали, конспирации, епоси, политическа идеология, естетически идеи). Подготви за публикуване изданието на т. нар. „Асиро-вавилонски епос“ от Владимир Шилейко (2007)  и първата колекция на поета Владимир Щировски (2007).
За работата си върху календарните и празничните текстове на древна Месопотамия и тяхното влияние върху последвалите цивилизации на Близкия изток, той е удостоен с медала и наградата „Б. Б. Пиотровски“ на Санктпетербургския филиал на Руската академия на науките (2024 г.).